# Rostranthera
Rostranthera é um género monotípico de plantas com flores pertencentes à família Melastomataceae. A única espécie é Rostranthera tetraptera.
A sua distribuição nativa é do Suriname ao norte do Brasil.